# シャーロック・ホームズ最後の挨拶

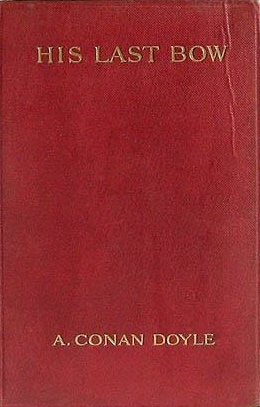

『シャーロック・ホームズ最後の挨拶』（シャーロック・ホームズさいごのあいさつ、His Last Bow）は、イギリスの小説家、アーサー・コナン・ドイルによる短編集。シャーロック・ホームズシリーズの一つで、五つの短編集のうち4番目に発行された作品である。1917年の発行で、イギリスの『ストランド・マガジン』1908年9月号から1917年9月号にかけて発表された7の短編、あるいは1893年1月号に発表された短編も含む8編を収録している。
イギリスでの初版はジョン・マレイ社から1917年10月22日に、アメリカでの初版はジョージ・H・ドーラン社から10月に出版された。短編の配列は発表順と異なり、「ウィスタリア荘」「ボール箱」「赤い輪」「ブルースパーティントン設計書」「瀕死の探偵」「フランシス・カーファックス姫の失踪」「悪魔の足」「最後の挨拶」の順番で、全8編となっていた。初版以降では、「ボール箱」の扱いが出版社によって異なる。「ボール箱」は第2短編集『シャーロック・ホームズの思い出』へ収録されることがあり、その場合はこの短編集に含まれず、全7編となる。また、発表順（執筆順）に配列し直した版も発行されている。
日本語版での「ボール箱」は、翻訳の底本に使用した版により、『シャーロック・ホームズの思い出』と『シャーロック・ホームズ最後の挨拶』のどちらに収録されるかが異なっている。
短編集の冒頭にはジョン・H・ワトスンの署名が入った短い前書きがあり、シャーロック・ホームズが探偵業を引退し、サセックスの農場で晴耕雨読の生活をしていることが記されている。これは、「ワトスンが物語の世界から出て、読者に直接語りかけた唯一の例」である。

## 収録作品
日本語版では訳者により様々な訳題が使用されている。括弧内は『ストランド・マガジン』掲載号。
- The Cardboard Box - ボール箱（1893年1月号）
- The Adventure of Wisteria Lodge - ウィスタリア荘[4]
  - The Singular Experience of Mr. John Scott Eccles - ジョン・スコット・エクルズ氏の奇妙な体験（1908年9月号）
  - The Tiger of San Pedro - サン・ペドロの虎（1908年10月号）
- The Adventure of the Bruce-Partington Plans - ブルースパーティントン設計書（1908年12月号）
- The Adventure of the Devil's Foot - 悪魔の足（1910年12月号）
- The Adventure of the Red Circle - 赤い輪（1911年3・4月号）
- The Disappearance of Lady Frances Carfax - フランシス・カーファックス姫の失踪（1911年12月号）
- The Adventure of the Dying Detective - 瀕死の探偵（1913年12月号）
- His Last Bow - 最後の挨拶（1917年9月号）